# Brosseau (Alberta)
Pour les articles homonymes, voir Brosseau.
Brosseau, est un hameau situé dans le Comté de Two Hills No 21 de la province d'Alberta, au Canada.

## Historique
Le hameau fut fondé au début du XXe siècle par Edmond-Hector Brosseau, un Canadien-français et Franco-américain né près de Montréal. Il avait épousé Mademoiselle Hirondelle, la fille d’un traiteur de fourrures métis de Saint-Albert. Ensemble, ils tenaient un hôtel et un magasin, aux abords du pont qui enjambe la rivière Saskatchewan Nord et qui relie le hameau franco-albertain de Duvernay situé sur l'autre rive de la rivière.
Un lac situé juste au Nord du hameau porte le nom de lac Brosseau. Un lac plus grand s'étend un peu plus loin au Nord-Est, le lac Santé.